# Rainușkovți, Gabrovo
Rainușkovți (în bulgară Райнушковци) este un sat în comuna Treavna, regiunea Gabrovo,  Bulgaria. 

## Demografie
Componența etnică a satului Rainușkovți
     Bulgari (100%)
     Nicio identificare (0%)
     Altele (0%)
La recensământul din 2011, populația satului Rainușkovți era de 4 locuitori. Din punct de vedere etnic, toți locuitorii erau bulgari.